# Бохча
„Бохча“ е българска тютюнева кооперация, съществувала от 1920 до 1947 година в град Горна Джумая, България. Кооперацията оказва съпротива на тютюневите монополи и е важна икономическа единица в Горноджумайско.

## История
На основание членове 3, 4 и 6 от Закона за кооперативните сдружения от 10 март 1920 г. в клуба на земеделската дружба в Горна Джумая на 11 юни 1920 г. е основано спестовно-заемното сдружение „Земледелец“ с председател Янчо Хайдуков, чиято цел е търговия с тютюни. На 30 март 1924 година е основана кооперацията „Бохча“, приемник на „Земледелец“. Целта на кооперацията е да обедини тютюнопроизводителите в региона за обща преработка и обща продажба на сурови, полуобработени и обработени тютюни. За целта кооперацията има свои складове и свои фабрични помещения. Освен търговията кооперацията урежда застраховки на хора, имоти и добитък, отпуска кредити за стопански и културни цели, доставя земеделски инвентар, зърнени храни, семена, изкуствени торове.
След Деветосептемврийския преврат, в 1947 година със Закона за национализацията през декември кооперацията е закрита и слята с Районния кооперативен съюз „Пирин“ в Горна Джумая.